# Centre de réhabilitation des primates de Lwiro
Le Centre de réhabilitation des primates de Lwiro « CRPL » est une organisation destinée à la protection, la réhabilitation et la conservation des primates, principalement des chimpanzés et des cercopithèques, en République démocratique du Congo (RDC). Fondé dans un contexte de lutte contre le commerce illégal de la faune sauvage, le CRPL joue un rôle crucial dans la préservation des espèces menacées de la région,.

## Historique
Le CRPL a été créé en 2002 en réponse à l'augmentation du braconnage et au commerce illégal des primates dans la région du Kivu. Situé à Lwiro, à proximité du parc national de Kahuzi-Biega, un site classé au patrimoine mondial de l'UNESCO, le centre est une initiative conjointe du Ministère de l'Environnement de la RDC et de l'Institut congolais pour la conservation de la nature (ICCN).
Depuis sa fondation, le CRPL s'est consacré à la réhabilitation des primates orphelins, principalement issus du braconnage. Les chimpanzés, victimes du commerce de viande de brousse ou capturés pour le trafic d’animaux exotiques, représentent une grande partie des animaux pris en charge par le centre.
Avec l’appui de partenaires locaux et internationaux, le CRPL a évolué pour devenir une référence en matière de conservation des primates en Afrique centrale.

## Évaluation
Le CRPL est largement reconnu pour son rôle dans la protection des primates en RDC. Il héberge actuellement plus de 90 chimpanzés et une centaine d'autres primates, représentant diverses espèces. Cette mission est soutenue par des organisations telles que le Jane Goodall Institute, la PASA (Pan African Sanctuary Alliance (en)) et d'autres acteurs mondiaux de la conservation.
En dépit de son succès, le CRPL fait face à de nombreux défis, notamment :
- le manque de financement pour assurer les soins, l’alimentation et la sécurité des animaux ;
- les menaces continues du braconnage dans une région marquée par des conflits armés ;
- le manque de sensibilisation locale, bien que des efforts soient en cours pour impliquer les communautés locales dans la protection de la faune.

Cependant, les évaluations des ONG partenaires et des experts internationaux soulignent que le centre joue un rôle essentiel dans la sauvegarde de la biodiversité en RDC.

## Rôle et domaine
Le CRPL remplit plusieurs fonctions fondamentales dans la conservation de la faune :

### Réhabilitation des primates
Le centre fournit un sanctuaire sûr pour les primates victimes du braconnage. Chaque animal reçoit des soins vétérinaires, une alimentation adaptée, et une attention particulière pour réapprendre les comportements naturels dans un environnement protégé,.

### Éducation et sensibilisation
Le CRPL travaille avec les communautés locales et les écoles pour sensibiliser à l’importance de la protection de la biodiversité. Des programmes éducatifs sont mis en place pour réduire la demande de viande de brousse et pour promouvoir des alternatives au commerce illégal d'animaux,.

### Recherche scientifique
Le centre soutient la recherche sur les primates et leur environnement, contribuant à une meilleure compréhension de leur comportement, de leur écologie, et des menaces qui pèsent sur eux.

### Collaboration internationale
Le CRPL collabore avec des organisations internationales pour renforcer les politiques de conservation et développer des projets visant à protéger les écosystèmes menacés de la région.

### Lutte contre le commerce illégal
En travaillant avec les autorités locales et les partenaires internationaux, le CRPL participe activement à la lutte contre le commerce illégal d’animaux sauvages. Ce rôle inclut le sauvetage des primates et la réhabilitation des écosystèmes dégradés.